# Journey's End
"Journey's End" (intitulado "O Fim da Jornada" no Brasil) é o décimo terceiro e último episódio da quarta temporada da série de ficção científica britânica Doctor Who, transmitido originalmente através da BBC One em 5 de julho de 2008. É a segunda parte de uma história dividida em dois episódios que forma o season finale da temporada, que foi iniciado por "The Stolen Earth" na semana anterior. Ambos foram escritos por Russell T Davies e dirigidos por Graeme Harper.
Continuando os eventos do episódio anterior, os antigos acompanhantes de viagem do alienígena viajante do tempo conhecido como o Doutor (David Tennant) se preparam para combater a Bomba da Realidade dos Daleks, capaz de destruir o universo, com suas próprias armas devastadoras.
O episódio conclui o crossover com os dois spin-offs da série, Torchwood e The Sarah Jane Adventures. Com 65 minutos de duração, foi aproximadamente 20 minutos a mais do que um episódio padrão da quarta temporada. Marcou as últimas aparições regulares de todos os acompanhantes introduzidos na era de Russell T Davies como showrunner, incluindo Catherine Tate como Donna Noble.
"Journey's End" recebeu críticas positivas, embora algumas tenham sido mais mistas do que o episódio anterior.

## Enredo
Dentro da TARDIS, o Décimo Doutor está se regenerando. Ele interrompe a transformação transferindo a energia restante para sua mão decepada. A regeneração progrediu o suficiente para permitir que seu corpo se curasse, mas sem alterar sua aparência física. Gwen e Ianto encontram segurança em uma trava de tempo impenetrável e Sarah Jane é salva dos Daleks pelo ex-namorado de Rose, Mickey, e sua mãe Jackie.
A TARDIS é capturada pelos Daleks e transportada para sua nave-mãe, o Crucible. Sarah Jane, Mickey e Jackie se rendem para embarcar nela. O Dalek Supremo ordena que a TARDIS seja destruída, com Donna Noble trancada lá dentro; no processo, Donna toca a mão decepada, envolvendo-a em energia de regeneração, o que causa a formação de um novo Doutor clonado, chamado de Meta-Crise, que salva a TARDIS da destruição.
Davros, criador dos Daleks, explica que os planetas roubados formam uma "Bomba da Realidade" que destruiria toda a matéria em todos os universos. Para parar a bomba, Martha ameaça destruir a Terra, e Sarah Jane, Mickey, Jack e Jackie ameaçam destruir o Crucible. Davros zomba do Doutor por agir como um campeão da paz enquanto transforma aqueles ao seu redor em armas. O Dalek Supremo transporta os dois grupos para a frente de Davros. O Doutor Meta-Crise e Donna também chegam e tentam usar um dispositivo para refocar a bomba nos Daleks, mas Davros os atinge com eletricidade. Donna fica imbuída do conhecimento dos Senhores do Tempo que ela ganhou durante a criação do Doutor Meta-Crise e desabilita a bomba e os Daleks. Os dois Doutores e Donna realocam os planetas perdidos, mas o painel de controle é destruído antes que a Terra possa ser realocada. Motivado pela profecia de Dalek Caan sobre a extinção dos Daleks, o Doutor Meta-Crise destrói os Daleks e o Crucible. O Doutor original se oferece para salvar Davros, que se recusa. Os acompanhantes do Doutor fogem para a TARDIS e "rebocam" a Terra de volta à sua órbita original usando a Fenda de Cardiff como uma "corda de reboque".
Sarah Jane retorna para casa; Martha e Mickey partem com Jack; e o Doutor retorna Rose e Jackie para o universo paralelo em que estavam presas anteriormente. Ele também envia o Doutor Meta-Crise para o universo paralelo para acompanhar Rose, já que este é parte humano e envelhecerá junto com ela. Após partir, a mente humana de Donna fica sobrecarregada pelo conhecimento dos Senhores do Tempo e começa a se deteriorar. Contra sua vontade, o Doutor apaga sua mente e a leva para Wilfred e Sylvia. O Doutor diz a eles que, embora a vida de Donna tenha sido salva, ela nunca poderá saber os detalhes de seu tempo com ele, ou morrerá. Ele então parte da casa dos Noble, sozinho.

### Continuidade
O episódio é o ponto culminante de todas as quatro temporadas de Doctor Who produzidas por Russell T Davies; diálogos no episódio se referem aos eventos de "The Christmas Invasion", em que o Doutor teve sua mão decepada e regenerada enquanto lutava contra os Sycorax. O episódio também faz referência a Genesis of the Daleks; Davros menciona a presença de Sarah Jane em Skaro na criação da raça.
A resposta do Doutor à declaração de amor de Rose é ouvida apenas por ela, mas não pelo público; Davies deliberadamente deixou a resposta ambígua quando escreveu "Doomsday". A produtora executiva Julie Gardner declarou no comentário daquele episódio e no Doctor Who Confidential de "Journey's End" que o Doutor retribuiu seu amor.
A canção tocada durante a viagem de volta ao local original da Terra é "Song of Freedom" ouvida no final de "Planet of the Ood" e que aparece na trilha sonora da temporada.

## Produção

### Roteiro
Russell T Davies começou a escrever "Journey's End" em janeiro de 2008. Uma cena filmada mostrava o Décimo Doutor dando ao Doutor Meta-Crise um pequeno pedaço de "coral" da TARDIS para que ele pudesse cultivar sua própria máquina do tempo. Isso foi removido na edição final do episódio porque a equipe de produção acreditava que tornava a cena na Baía do Lobo Mau "muito longa e complicada" e que produzir outra TARDIS não deveria ser visto como tão fácil. O clipe foi incluído no boxset do DVD da quarta temporada.
Outra cena adicional com Donna foi cortada do episódio final: "Houve uma parte adicional de Donna depois da despedida do Doutor, que é quando ele vai para a TARDIS, cortamos de volta para a cozinha, e há um momento em que Donna ouve a TARDIS... há um momento de compreensão, e então ela se vira e continua falando ao telefone." Gardner considerou esta cena falsa e muito confusa, já que Donna se lembrar levaria à sua morte, e já que ela não reconheceu o Doutor, não faria sentido supor que ela reconheceria o barulho da TARDIS.
O final original deste episódio envolvia o Doutor, após a cena final em que ele está sozinho na TARDIS, sendo alertado sobre algo no monitor e enquanto ele verifica dois Cybermen surgem atrás dele, dando o gancho para o especial de Natal de 2008 "The Next Doctor".

### Elenco
Noel Clarke e Camille Coduri fazem suas primeiras aparições em Doctor Who como Mickey Smith e Jackie Tyler, respectivamente, desde "Doomsday". K9 Mark IV (dublado por John Leeson) faz sua primeira aparição desde a história de The Sarah Jane Adventures "The Lost Boy", e sua primeira em Doctor Who desde "School Reunion".
O ex-apresentador do Blue Peter, Gethin Jones, controlava um dos Daleks que escoltavam os prisioneiros humanos a bordo do Crucible. Ele já havia interpretado um Cyberman em "Rise of the Cybermen" e fez uma aparição especial como ele mesmo em The Sarah Jane Adventures, no episódio "Invasion of the Bane".

### Filmagens
O Castelo Coch, situado perto do Upper Boat Studios, foi usado como o castelo alemão. A praia em Southerndown, algumas milhas a oeste de Cardiff, foi usada mais uma vez como a fictícia Dårlig Ulv Stranden (Baía do Lobo Mau) na Noruega. Algumas cenas externas, incluindo vários companheiros do Doutor interagindo com Daleks, foram filmadas na Arcot Street, Penarth.
Uma característica significativa deste episódio é a criação de outro Doutor. Ao contrário dos múltiplos Doutores de histórias como  The Three Doctors, "The Five Doctors" e The Two Doctors, onde suas encarnações anteriores foram interpretadas por atores ou retratadas em imagens de arquivo, o Doutor Meta-Crise é idêntico em aparência ao Décimo Doutor. No Doctor Who Confidential que acompanhava o episódio, Davies explica "Isso é tão movimentado e tão mental e tão épico e universal em escala que, claro, você precisa de dois Doutores para resolvê-lo." Phil Collinson, Graeme Harper e David Tennant citaram o uso do dublê, um músico chamado Colum Regan que era uma muito parecido fisicamente com Tennant. Collinson explica que, embora com um orçamento ilimitado eles usariam Tennant em todas as cenas, "nós só temos um certo número de cenas com efeitos onde você pode ver os dois Doutores juntos, então temos que escolhê-los cuidadosamente."
Harper é então mostrado dirigindo uma cena em que Regan e Tennant são mostrados ao redor do console da TARDIS. Harper explica que em "duas ou três tomadas amplas" eles foram capazes de usar Regan e Tennant juntos. Na maior parte do tempo, o dublê é usado para cenas em que um ou outro Doutor é visto apenas por trás, ou apenas um braço ou parte de trás da cabeça é visto em uma tomada. O dublê apareceu em outros episódios ao longo da série. Sobre a filmagem da cena em que o Doutor Meta-Crise emerge da TARDIS, Tennant descreve o procedimento para fazer uma tomada com efeitos com ele fazendo ambos os Doutores. A câmera é travada no lugar enquanto Tennant sai e troca de roupa, com Regan mantendo seu lugar. Uma tomada é feita para referência com Regan, então outra tomada é feita sem ele. Isso permite que as tomadas fossem mescladas durante a edição para criar o efeito de ter David Tennant em dois lugares na mesma cena.

## Transmissão e recepção
O episódio foi exibido gratuitamente na Trafalgar Square em Londres como parte do Pride London de 2008; o final da terceira temporada foi planejado para ser exibido durante o evento de 2007, mas foi cancelado como medida de segurança.
"Journey's End" foi assistido por 10,57 milhões de telespectadores quando transmitido pela BBC One, dando-lhe uma participação de 45,9% da audiência total da televisão. O episódio foi o programa mais visto da semana; "Journey's End" é o primeiro episódio de Doctor Who a alcançar esta classificação. Também recebeu uma pontuação no Índice de Apreciação do público de 91, igualando o recorde do programa estabelecido por seu antecessor "The Stolen Earth". Uma história no site da BBC News descreveu a reação dos fãs nos fóruns do Digital Spy e Ain't It Cool News como "mista".
"Journey's End" se tornou a primeira história de uma série de ficção científica a alcançar a primeira posição nas classificações de televisão do Reino Unido em 32 anos. A última vez foi com a série americana The Bionic Woman em julho de 1976.

### Recepção crítica
John Preston, do The Telegraph, afirmou que este episódio "como sempre... entregou muito mais do que apenas emoção". Ele atribui o sucesso de Doctor Who parcialmente aos seus "personagens ricamente definidos que se comportam de maneira facilmente identificável". Também do The Telegraph, Sarah Crompton escreveu que o episódio foi "emocionante, incompreensível, satisfatório e ligeiramente irritante, tudo ao mesmo tempo”. Embora Crompton tenha dito "Era inevitável que o início fosse um anticlímax", ela elogiou a equipe de efeitos especiais e notou que sentiria falta "do entusiasmo e do humor" que [Catherine] Tate trouxe para a série. Lucy Mangan, em uma crítica humorística para o The Guardian descreveu o episódio como tendo "algo para todos". No The Times, Andrew Billen chamou o episódio de "um final espetacular que... desmentiu o ditado de que, dramaticamente falando, menos é mais".
Mark Wright do The Stage comparou "Journey's End" a "um grande castelo de cartas ... [que] vai desabar se você pensar muito sobre isso". No entanto, ele não teve problemas com a resolução do cliffhanger de "The Stolen Earth" e criticou os protestos daqueles que se sentiram enganados pela falta de regeneração. Embora tenha expressado que não havia necessidade de Mickey e Jackie no episódio, ele disse que Donna teve "a despedida mais triste de uma companheira de todos os tempos" e elogiou Davies por conseguir manter toda a trama unida. Ele argumentou que Davies "escreve tão bem os temas de emoção e grandeza... destruindo a lógica e os momentos racionais da trama se eles atrapalharem!" Ele comparou o estilo de escrita ao do "showman PT Barnum" e elogiou os elementos claros e escuros do episódio. Ele concluiu que, se não for pensado muito, o episódio continua sendo "um final de temporada ousado, grande, bobo e às vezes afiado".
Escrevendo para o The Mirror, Jim Shelley foi altamente crítico do episódio, descrevendo-o como "insano em vez de deslumbrante". Ele ficou confuso com os dois Doutores interpretados por David Tennant, viu pouco desenvolvimento de Donna ao longo da temporada e ficou confuso com a tentativa do Doutor de salvar seu arqui-inimigo Davros. Ele afirma que "entre todos os guinchados, gritos e alarde, eu tinha certeza de que tudo que tinha visto era um navio afundando. Cheio de jargões científicos, era muito caótico e abrangente para ser a despedida clássica que Russell T Davies havia prometido". Ele disse que a trama "deu errado" e que "Rose e os dois Tennants estavam agindo como uma espécie de ménage à trois distorcido". Concluindo, ele disse que "os maneirismos atrevidos e exagerados de Tennant transformaram o show em um EastEnders extraterrestre."
No Daily Record escocês, Paul English chamou o episódio de "mais uma aventura efervescente de Doctor Who" e disse: "O escritor e produtor Russell T Davies faz televisão com a sensação épica dos filmes. Ele consegue mais tensão, humor e emoção em uma hora de TV do que muitos filmes com o dobro de tempo e orçamento". Ele lamentou que "Journey's End" "carece do absurdo" do retorno da série em 2005, mas concluiu que o final foi "televisão de ouro".
Dave Golder da SFX disse que "se, quando seu cérebro lhe diz, 'Isso é uma merda!', seu coração continua pulando no peito, então este é o seu tipo de episódio. 'Journey's End' é pesado em jargão tecnológico; certamente há muito disso no episódio, mas isso praticamente não importa." Ele elogiou as sequências de ação e as atuações de Donna, Davros, Rose e o Doutor, mas observou que a superlotação de personagens secundários fez com que partes do roteiro parecessem "subdesenvolvidas" e descreveu os Daleks principalmente como "bucha de canhão". "O argumento se mantém firme, mas apenas por pouco". No geral, ele descreveu o episódio como "excepcional", mas "não perfeito".
Ben Rawson-Jones do Digital Spy descreveu o episódio como "uma conclusão agradável ao público" para a temporada e elogiou particularmente a saída de Tate e Donna. Ele disse que o episódio mistura cenas nítidas e aterrorizantes com "reviravoltas que agradam aos fãs". Observando que o episódio "não é completamente isento de erros", ele criticou a morte dos Daleks como sendo "muito proposital", afirmando que reduz seu senso de ameaça. Escrevendo para o blog de Doctor Who no site da Radio Times, William Gallagher chamou "Journey's End" de "evento de drama" e "televisão festiva". Ele afirmou que a resolução do cliffhanger da regeneração o deixou se sentindo "um pouco enganado", mas elogiou a caracterização do episódio, concluindo que David Tennant "foi o melhor Doutor de todos" e que "Doctor Who é o melhor drama da TV: é aquele com mais vivacidade e brilha com emoção exuberante". John Beresford, do TV Scoop, chamou o final de "o episódio mais emocionante de Doctor Who que ele poderia se lembrar" e "um final fantasticamente imaginativo, emocionante e cheio de ação para a quarta temporada". Em 2009, a SFX classificou a Terra sendo rebocada como um dos 25 momentos mais estúpidos de Doctor Who, escrevendo: "A julgar pelos tremores que se seguiram, é provável que milhões a mais tenham morrido por terem sido atingidos na cabeça por objetos domésticos que caíram do que por causa da invasão Dalek no episódio anterior".
Travis Fickett da IGN fez uma crítica negativa deste episódio, alegando que "ele erra o alvo em quase todos os sentidos" e "parece a mais ultrajante das fanfics". Ele afirmou que o Doutor Meta-Crise e a Doutor-Donna "esticam a credulidade tanto que ela se torna translúcida", e que "é meio bobo trazer Rose de volta quando você tem o episódio recheado com quase todos os outros personagens da série". Uma pesquisa conduzida pela Radio Times em 2015 descobriu que os leitores votaram no final da quarta temporada como o melhor final do show.